# 陳耀材
陳耀材，（1901年—1988年5月22日）是香港工會人物。首任港九工會聯合會（现香港工会联合会）會長。
他是1948年港九工會聯合會成立時的創會成員之一。自1950年代成為工聯會領導人物。由1951年至1953年，任第四、五、六屆工聯會副會長（電車）。1954年至1956年，任七、八、九屆工聯會理事長。
 1957年起任十至二十一屆工聯會會長直到1980年代退休。1980年退任工聯會會長，由時任工聯會理事長楊光接任，改任工聯會顧問至其1988年去世。
陳耀材同時於1978年提名為全國政協委員。